# Liste von Sportverbänden in Benin
Die Liste von nationalen Sportverbänden in Benin listet nationale Sportverbände des westafrikanischen Landes Benin auf. Enthalten sind neben dem Namen und dem (soweit vorhanden) Kürzel auch Angaben zum Gründungsjahr und der deutschen Bezeichnung für die jeweilige Sportart. Die anfängliche Sortierung erfolgt alphabetisch nach der Sportart.
| Verband                                         | Kürzel       | Gegründet | Sportart              |
| ----------------------------------------------- | ------------ | --------- | --------------------- |
| Fédération Béninoise Athlétisme                 | FBA          | 1960      | Leichtathletik        |
| Fédération Béninoise d’Aviron                   | FéBA         |           | Rennrudern            |
| Fédération Béninoise de Badminton               | FBBa         |           | Badminton             |
| Fédération Béninoise de Basket-ball             | FBBB         | 1950      | Basketball            |
| Fédération Béninoise de Bodybuilding et Fitness | FBBF         | 2020      | Bodybuilding, Fitness |
| Fédération Béninoise de Cyclisme                | FBC          |           | Radsport              |
| Fédération Béninoise d’Escrime                  | FBE          |           | Fechten               |
| Fédération Béninoise de Football                | FBF          | 1962      | Fußball               |
| Fédération Béninoise de Golf                    | Fébégolf     |           | Golf                  |
| Fédération Béninoise de Gymnastique             | Febegym      |           | Turnen                |
| Fédération Béninoise d’Haltérophilie            |              |           | Gewichtheben          |
| Fédération Béninoise de Handball                | FBHB         | 1962      | Handball              |
| Fédération Béninoise de Handisport              | FBH          |           | Behindertensport      |
| Fédération Béninoise de Judo                    | FBJ          |           | Judo                  |
| Fédération Béninoise de Karaté-Do               | FBK-Do       |           | Karate                |
| Fédération Béninoise de Lutte                   | FéBéLutte    |           | Ringen                |
| Fédération Béninoise de Maracana                |              |           | Kleinfeldfußball      |
| Fédération Béninoise de Natation                | FBN          | 2000      | Schwimmen             |
| Fédération Béninoise de Pétanque                |              | 2004      | Pétanque              |
| Fédération Béninoise de Roller Sport            | FBRS         |           | Rollschuh-Sport       |
| Fédération Béninoise de Rugby                   | fe-be rugby  | 2008      | Rugby                 |
| Fédération Béninoise de Scrabble                | febescrabble |           | Scrabble              |
| Fédération Béninoise de Taekwondo               | FBTAE        |           | Taekwondo             |
| Fédération Béninoise de Tchoukball              | FBTk         |           | Tchoukball            |
| Fédération Béninoise de Tennis                  | FBT          |           | Tennis                |
| Fédération Béninoise de Tennis de Table         | FBTT         |           | Tischtennis           |
| Fédération Béninoise de Tir à l’Arc             | FéBéTA       |           | Bogenschießen         |
| Fédération Béninoise de Tonsimin Ball           | FEBETONS     |           | Tonsiminball          |
| Fédération Béninoise de Volley-ball             | FBVB         | 1964      | Volleyball            |
| Fédération Béninoise de Wushu                   | FBW          |           | Wushu                 |